# Yang Hao
Yang Hao, född 3 februari 1998, är en kinesisk simhoppare. Han blev världsmästare i synchro 3 meter mix vid världsmästerskapen i simsport 2015 och i synchro 10 meter vid världsmästerskapen i simsport 2017.